# 中丸村
中丸村（なかまるむら）は、埼玉県北足立郡にあった村。現在の北本市東部にあたる。1943年（昭和18年）に石戸村と合併して北本宿村となり消滅した。

## 地理

### 隣接していた自治体
（括弧内は現在の自治体）
- 北足立郡
  - 鴻巣町（鴻巣市）
  - 石戸村（北本市）
  - 馬室村（鴻巣市）
  - 常光村（鴻巣市）
  - 加納村（桶川市）

## 歴史
- 江戸初期 - 足立郡鴻巣領の深井荘に属する中丸村が、上中丸村[2]と下中丸村に分村[3][4]。それぞれ幕府領となる。
- 1875年（明治8年） - 上中丸村と下中丸村が合併し、中丸村となる[2]。
- 1879年（明治12年） - 中丸村が同一郡内の同名村との区別の為、北中丸村に改称される[5]。本宿村が同一郡内の同名村との区別の為、北本宿村に改称される。
- 1889年（明治22年）4月1日 - 町村制施行に伴い、北中丸村・山中村・東間村・北本宿村・深井村・宮内村・古市場村・常光別所村・花ノ木村が合併し[1]、中丸村となる。
- 1943年（昭和18年）2月11日 - 石戸村と合併し、北本宿村となる。同村の大字中丸となる[1]。